# Véronique Mang
Véronique Mang, född den 15 december 1984 i Douala, är en fransk friidrottare som tävlar i kortdistanslöpning.
Mang tävlade för Kamerun tills 2003 då hon blev fransk medborgare. Hon deltog vid Olympiska sommarspelen 2004 då hon tillsammans med Muriel Hurtis-Houairi, Sylviane Felix och Christine Arron blev bronsmedaljörer på 4 x 100 meter efter Jamaica och Ryssland. Vid samma mästerskap blev hon utslagen i kvartsfinalen på 100 meter.
Vid EM 2006 i Göteborg blev hon utslagen i semifinalen på 100 meter. 
Vid EM 2010 i Barcelona kom hon tvåa och vann silver på 100 meter. På 200 meter kom hon till final, men hon blev diskvalificerad efter en tjuvstart. Senare ingick hon i det franska stafettlaget som blev silvermedaljörer på 4 x 100 meter.

## Personliga rekord
- 100 meter - 11,11 från 2010
- 200 meter - 22,92 från 2004